# Чамурлія-де-Жос (комуна)
Чамурлія-де-Жос (рум. Ceamurlia de Jos) — комуна у повіті Тулча в Румунії. До складу комуни входять такі села (дані про населення за 2002 рік):
- Лунка (1362 особи)
- Чамурлія-де-Жос (1258 осіб) — адміністративний центр комуни

Комуна розташована на відстані 210 км на схід від Бухареста, 49 км на південь від Тулчі, 63 км на північ від Констанци, 93 км на південний схід від Галаца.

## Населення
За даними перепису населення 2002 року у комуні проживали 2620 осіб.
Національний склад населення комуни:
| Національність   | Кількість осіб | Відсоток |
| ---------------- | -------------- | -------- |
| румуни           | 2569           | 98,1%    |
| цигани           | 48             | 1,8%     |
| угорці           | 2              | 0,1%     |
| росіяни-липовани | 1              | < 0,1%   |

Рідною мовою назвали:
| Мова      | Кількість осіб | Відсоток |
| --------- | -------------- | -------- |
| румунська | 2616           | 99,8%    |
| угорська  | 2              | 0,1%     |
| німецька  | 1              | < 0,1%   |
| російська | 1              | < 0,1%   |

Склад населення комуни за віросповіданням:
| Релігія       | Кількість осіб | Відсоток |
| ------------- | -------------- | -------- |
| православні   | 2587           | 98,7%    |
| адвентисти    | 30             | 1,1%     |
| римо-католики | 2              | 0,1%     |
| атеїсти       | 1              | < 0,1%   |